# Державний кордон Ліберії

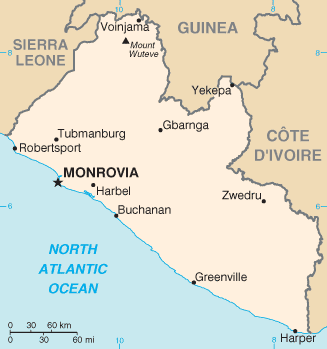
Карта Ліберії

Державний кордон Ліберії — державний кордон, лінія на поверхні Землі та вертикальна поверхня, що проходить по цій лінії, що визначають межі державного суверенітету Ліберії над власними територією, водами, природними ресурсами в них і повітряним простором над ними.

## Сухопутний кордон
Загальна довжина кордону — 1667 км. Ліберія межує з 3 державами. 
Ділянки державного кордону
| Держава      | Ділянка         | Довжина (км) | Прикордонні регіони | Примітки |
| ------------ | --------------- | ------------ | ------------------- | -------- |
| Гвінея       | північ          | 590          |                     |          |
| Кот-д'Івуар  | схід            | 778          |                     |          |
| Сьєрра-Леоне | північний захід | 299          |                     |          |

## Морські кордони
Ліберія на заході омивається водами Атлантичного океану. Загальна довжина морського узбережжя 579 км. Згідно з Конвенцією Організації Об'єднаних Націй з морського права (UNCLOS) 1982 року, протяжність територіальних вод країни встановлено в 200 морських миль (370,4 км) від узбережжя.